# فحیل جلاس
فحیل جلاس (به عربی: فحیل جلاس) یک روستا در سوریه است که در ناحیه سنجار واقع شده‌است. فحیل جلاس ۷۹۱ نفر جمعیت دارد.